# Thomas Kinding
Sven Thomas Kinding, född 12 oktober 1939, död 15 februari 2019 i Johannebergs distrikt i Göteborg, var en svensk författare, översättare och dramaturg. Han är mest känd för sina översättningar av pjäser, visor och libretton från engelska, tyska, franska och italienska. Bland annat har han översatt ett stort antal av Jacques Brels visor och Berthold Brechts pjäser till svenska.
Thomas Kinding studerade teatervetenskap, filosofi och estetik vid Uppsala Universitet och sedan historia vid Göteborgs universitet, vilket utmynnade i två fil. kand.. Under studietiden, och även efter den, var han verksam i flera studentverksamheter vid FFS i Göteborg, bland annat som redaktör för tidningen Götheborgske Spionen, som författare till flertalet studentspex, med mera.
År 1966–1984 medverkade Thomas Kinding till radiorevyerna Radiomonopol (1970–1975), Radiomonopol i Radioteatern (1976–1986) och TV-monopolteatern (1981), alla i Sveriges Radio. Thomas Kinding var under senare delen av sin karriär anställd som dramaturg vid Göteborgs Stadsteater.

## Översättningar i urval
- Faidra av Jean Racine (1974)
- En alldeles särskild dag, musikal av Ettore Scola, Maurizio Costanzo och Ruggero Maccari [4]
- När tystnaden bryts, pjäs av Stephen Poliakoff (1986)
- Olaf och Albert, pjäs av Henrik Ibsen

## Dramatik i urval
- Hemsöborna, bearbetning för Fjäderholmsteatern, 2002[5]
- Vi på Saltkråkan, bearbetning för Fjäderholmsteatern, 2004